# 1. divisjon
1. divisjon (sedan 2015 officiellt namn OBOS-ligaen) är Norges näst högsta division i fotboll. Namnet kommer från bostadsrättsföreningen OBOS som är huvudsponsor. Före 2005 hette ligan endast 1. divisjon, och mellan 2005 och 2014 kallades ligan Adeccoligaen efter bemanningsbyrån Adecco som var huvudsponsor. Ligan består av 16 lag. Varje år blir de två bästa lagen i 1. divisjon uppflyttade till Eliteserien, medan lagen som hamnar på tredje till och med sjätte plats spelar en kvalserie för att få möta det fjortondeplacerade laget i Eliteserien i en kvalmatch. De två sista lagen i ligan blir nedflyttade till 2. divisjon, medan lag 14 spelar kvalmatch mot vinnaren av kvalmatchen mellan de två lagen som tog andraplatsen i divisjon 2.

## Nuvarande lag

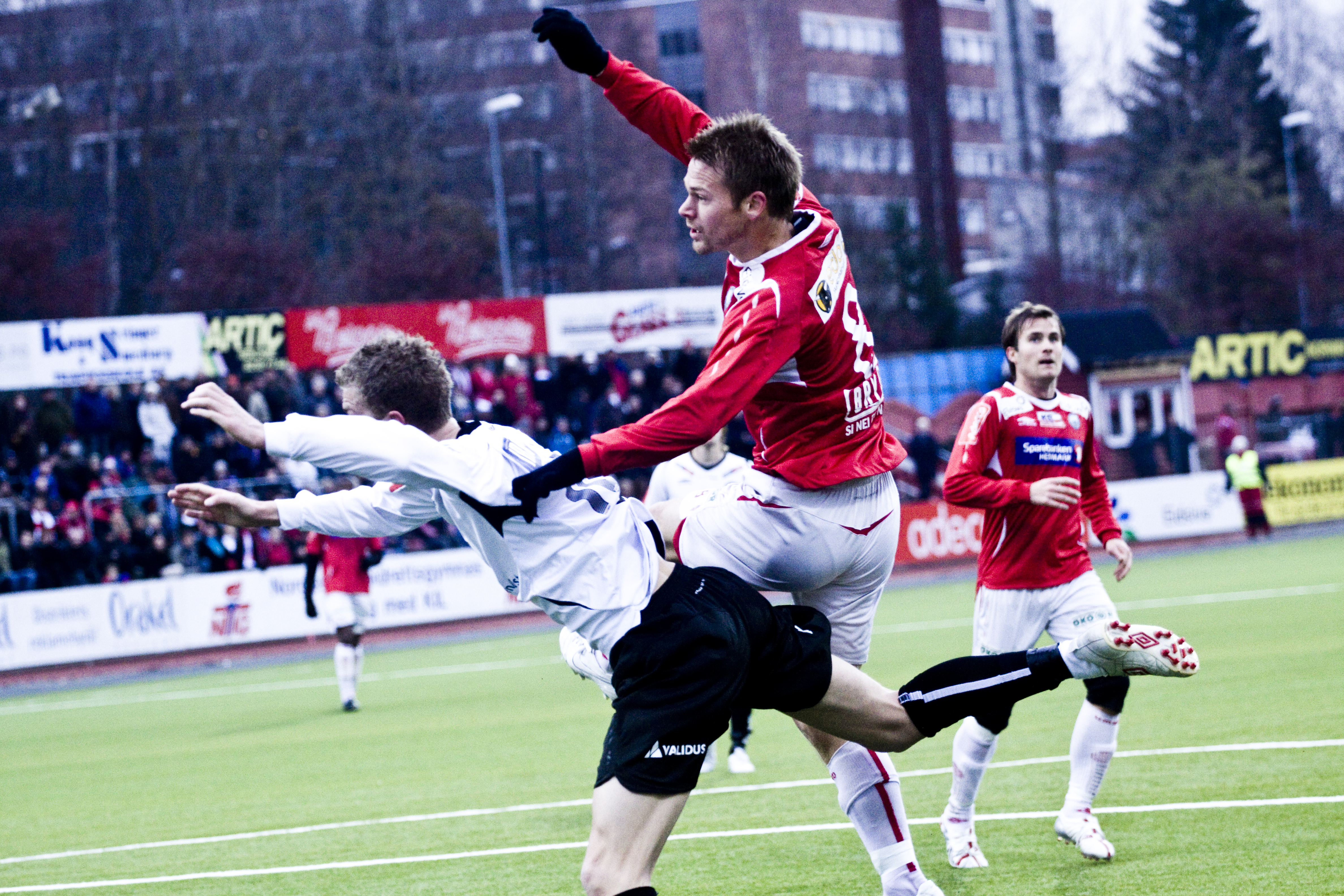
Kamp om bollen i sista omgången av Adeccoligan 2009 mellan Mjøndalen IF i vita bortatröjor och Kongsvinger IL

| Klubb           | Placering 2019                   | Stad            | Stadium            | Kapacitet |
| --------------- | -------------------------------- | --------------- | ------------------ | --------- |
| Grorud          | 1:a i 2. divisjon                | Oslo            | Grorud matchbane   | 1,000     |
| HamKam          | 10                               | Hamar           | Briskeby Arena     | 7,800     |
| Jerv            | 12                               | Grimstad        | Levermyr Stadion   | 3,300     |
| KFUM            | 4                                | Oslo            | KFUM Arena         | 1,500     |
| Kongsvinger     | 5                                | Kongsvinger     | Gjemselund Stadion | 5,824     |
| Lillestrøm      | 14:e i Eliteserien (nedflyttade) | Lillestrøm      | Åråsen Stadion     | 12,250    |
| Ranheim         | 16:e i Eliteserien (nedflyttade) | Ranheim         | EXTRA Arena        | 3,000     |
| Raufoss         | 11                               | Raufoss         | Nammo Stadion      | 2,500     |
| Sandnes Ulf     | 9                                | Sandnes         | Øster Hus Arena    | 6,046     |
| Sogndal         | 6                                | Sogndal         | Fosshaugane Campus | 5,622     |
| Stjørdals-Blink | 1:a i 2. divisjon                | Stjørdalshalsen | Nye Blinkbanen     | 1,500     |
| Strømmen        | 13                               | Strømmen        | Strømmen Stadion   | 1,850     |
| Tromsø          | 15:e i Eliteserien (nedflyttade) | Tromsø          | Alfheim stadion    | 6,687     |
| Ullensaker/Kisa | 8                                | Jessheim        | Jessheim Stadion   | 3,500     |
| Åsane Fotball   | 2:a i 2. divisjon                | Åsane           | Åsane Idrettspark  | 3,000     |
| Øygarden        | 7 (som Nest-Sotra Fotball)       | Øygarden        | Ågotnes Stadion    | 2,000     |